# Šmarje
Šmarje falu Szlovéniában, a Goriška statisztikai régióban, Ajdovščinától délkeletre a hegyekben. Közigazgatásilag Ajdovščinához tartozik. Šmarje három településrésze a következő: Potok, Hrastje és Jakulini.
A falu temploma a Koperi egyházmegyéhez tartozik.

## Fordítás
- Ez a szócikk részben vagy egészben  a(z)   Šmarje, Ajdovščina című angol Wikipédia-szócikk ezen változatának fordításán alapul.  Az eredeti cikk szerkesztőit annak laptörténete sorolja fel. Ez a jelzés csupán a megfogalmazás eredetét és a szerzői jogokat jelzi, nem szolgál a cikkben szereplő információk forrásmegjelöléseként.